# في انتظار السعادة
في انتظار السعادة هو فيلم درامي صدرَ سنة 2002 من تأليف وإخراج عبد الرحمن سيساكو. يتحدثُ الفيلم عن شخصية رئيسية واحدة وهي شخصية طالِب جامعي عاد إلى منزله في نواذيبو فإذا به يتفاجئ من مشاهد الحياة اليومية في قارة أفريقيا هذا فضلا عن الثقافات العربية المُغايرة تمامًا لما هو في الغرب. قصة الفيلم مبنية بشكل كبير على رواية للكاتب السوداني الطيب صالح بعنوان موسم الهجرة إلى الشمال. تميّز هذا الفيلم بالكثير من الأسرار من بينها الوجوب على المُشاهد تفسير الكواليس دون الكثير من المساعدة من الراوي أو من القصة أصلا. تُعدّ بنية هذا الفيلم بنية متميزة إلى حد ما حيثُ يتناول سلسلة من الدنيوية التي يمزجها ويخلطها بلحظات بصرية كثيرة من باقي أفلام عبد الرحمن سيساكو بما في ذلك مشاهد من فيلم تمبكتو. يعرضُ الفيلم لحظات موريتانية جميلة من الجمال، النضال، الاغتراب والفكاهة كما يتناولُ الفيلم باقي القضايا التي تهمّ المجتمع الموريتاني مثل تجمع النساء حول شرب الشاي والنميمة وكذا قضية المهاجرين من غرب أفريقيا والفارين باتجاه أوروبا. يتفاعلُ الشاب بطل الفيلم مع كل هذه المجموعات كما انه يكافح لتذكر اللهجة الحسانية واللغة العربية ولكنه بالرغم من ذلك يُفضل الفرنسية. عُرضَ فيلم في انتظار السعادة للمرة الأولى في عام 2002 في مهرجان كان السينمائي حيث شارك ضمن باقي الأفلام التي تُنافس على جائزة نظرة ما.

## طاقم التمثيل
- خترة ولد عبد القادر في دور خترا
- المعطي ولد محمد عبيدي في دور آخر لخترا
- محمد محمود ولد محمد عبد الله
- نانا دياكيتي في دور نانا
- فاتيماتو في دور سكينة الأم
- ماكانفينغ دابو
- سانتثا لينغ في دور تشو

## روابط خارجية
- في انتظار السعادة على موقع IMDb (الإنجليزية)
- في انتظار السعادة على موقع روتن توميتوز (الإنجليزية)
- في انتظار السعادة على موقع نتفليكس (الإنجليزية)
- في انتظار السعادة على موقع قاعدة بيانات الأفلام العربية
- في انتظار السعادة على موقع ألو سيني (الفرنسية)
- في انتظار السعادة على موقع Turner Classic Movies (الإنجليزية)
- في انتظار السعادة على موقع أول موفي (الإنجليزية)
- في انتظار السعادة على موقع بوكس أوفيس موجو (الإنجليزية)
- في انتظار السعادة على موقع فيلمافينيتي (الإسبانية)
- في انتظار السعادة على موقع قاعدة بيانات الأفلام السويدية (السويدية)